# Комиссии доброго порядка
Комиссии доброго порядка — органы местной администрации в городах с королевской юрисдикцией Речи Посполитой. Первая комиссия создана в 1765 году для распределения доходов Варшавы. Сейм 1768 года создал подобные комиссии для обустройства финансов и хозяйства крупных городов и местечек. С 1777 года юридический статус комиссий оформлялся королевскими привилегиями, членов комиссий назначал король. В Великом княжестве Литовском комиссии действовали в городах «столичного значения»: Могилёве, Полоцке, Витебске (во всех — до 1772 года), Бресте, Вильно, Гродно, Минске, Новогрудке, Пинске. Определяли городские доходы, заботились о состоянии городского хозяйства, об уходе за нищими и больными за счёт церковных пожертвований. Четырёхлетний сейм заменил комиссии доброго порядка комиссиями порядковыми гражданско-военными и Комиссией полиции обоих народов.